# Caserma Luigi Giannettino
La caserma M.O.V.M. Luigi Giannettino è una caserma dell'Esercito Italiano sita a Trapani nel corso Piersanti Mattarella n. 127. È intitolata alla medaglia d'oro al valore militare Luigi Giannettino.

## Storia
Dopo l'unità d'Italia, una prima caserma fu costruita a Trapani intorno al 1870 dal sindaco Enrico Fardella, in piazza Vittorio Veneto, e denominata prima caserma Vittorio Emanuele, poi caserma "Enrico Fardella".
Dopo il 1880 sorse in piazza Vittorio Emanuele II la caserma "Garibaldi" per il Regio Esercito, mentre la caserma Fardella fu assegnata ai Reali Carabinieri. Nel 1915 vi fu costituita la brigata "Trapani" che prese parte alla prima guerra mondiale.
La caserma Garibaldi fu sede dal 1926 del 85º Reggimento Fanteria "Verona", e durante la seconda guerra mondiale vi stazionavano le truppe prima di imbarcarsi per il Nord Africa.

### La caserma
Un edificio realizzato in stile razionalista negli anni '30 come locali per la S.I.C.A.M, nel dopoguerra fu acquisito al demanio e trasformato in caserma, come sede del 4° CAR (centro addestramento reclute) e intitolata a Luigi Giannettino.
La caserma è stata sede dal 1958 del "60º Reggimento fanteria Calabria", dell'11° CAR, poi dal 1975 del battaglione addestramento reclute Col di Lana, e dall'11 maggio 1992 del 12º Reggimento bersaglieri. 
Dal 1º gennaio 2005 vi è di stanza il 6º Reggimento bersaglieri.

## Cronologia reparti
- 4° CAR (centro addestramento reclute)
- 60º Reggimento fanteria Calabria"
- Battaglione addestramento reclute Col di Lana
- 60º Reggimento fanteria Col di Lana
- 60º Battaglione fanteria Col di Lana
- 23º Battaglione bersaglieri Castel di Borgo
- 12º Reggimento bersaglieri
- 6º Reggimento bersaglieri